# Stalachtis susanna
Stalachtis susanna é uma borboleta neotropical da família Riodinidae, encontrada no Brasil (sudeste), em altitudes de até cerca de 500 metros. Possui asas em negro e laranja, diferindo de Stalachtis phlegia, do qual era considerada uma subespécie - Stalachtis phlegia susanna - até bem pouco tempo[carece de fontes?], por não apresentar pontuações brancas sobre as áreas em laranja, mais amareladas do que em Stalachtis phlegia, das asas.

## Hábitos
Assim como em Stalachtis phlegia, os adultos, geralmente do sexo masculino, são encontrados voando solitários, empoleirando sobre ou sob uma folha com suas asas totalmente estendidas.

## Subespécies
Stalachtis susanna tem duas subespécies:
- Stalachtis susanna susanna (Fabricius, 1787)
- Stalachtis susanna pygmaea (D'Almeida, 1922)